# Остров Солсбери (Россия)
Остров Солсбери — остров архипелага Земля Франца-Иосифа, Приморский район Архангельской области России.
Бо́льшую часть острова занимают ледниковые купола и ледники, лишь незначительная часть острова свободна от них, в основном это скалистые участки берега.
Остров вытянут с северо-запада на юго-восток.
Высшая точка южной части острова — 450 метров, северной — 445 метров.
На юге расположены скалы Неприступные.
Назван в честь профессора геологии Роллина Солсбери из Чикагского университета. Солсбери был заместителем главы экспедиции Роберта Эдвина Пири.

## Прилегающая акватория

### Проливы
Брауна — широкий пролив, омывающий западный берег острова. На юге переходит в узкий пролив Покдорф
На востоке омывается проливом Родса.

### Бухты и заливы Солсбери
На северо-западе находится бухта Колса.

## Мысы Солсбери
Перечисление от крайней западной точки по часовой стрелке:
- мыс Фишера
- мыс Мак-Клинтока
- мыс Харкнесса
- мыс Яльцева[1][2]
- мыс Безбородова (название мысу присвоено в 1955 году по фамилии капитана судна «Книпович» Василия Фёдоровича Безбородова, который плавал на этом судне в 1930 году)[3].
- мыс Воронина
- мыс Ковальи
- мыс Фармана
- мыс Монтефьоре

## Ближайшие острова
Малые:
- Остров Елизаветы
- Острова Иеске
- Острова Кучина

Крупные:
- Остров Луиджи
- Чамп
- Остров Циглера
- Винер-Нёйштадт
- Остров Хейса

## Фотографии
- снимок со спутника (недоступная ссылка — история).остров в нижней левой части изображения — digitalglobe.com
- снимок со спутника (недоступная ссылка — история). скалы «Неприступные» верхняя часть изображения — digitalglobe.com
- снимок со спутника (недоступная ссылка — история).остров в крайнем правом углу изображения — digitalglobe.com
- Мыс Фишера — фотография пользователя nikita-k1978 — livejournal.com